# Maria Ersdotter
Maria Ersdotter, född 1685, död 19 juli 1721, var en svensk kvinna som avrättades för att ha haft samlag med sin styvson.

## Bakgrund
Den 12 januari 1721 ställdes den trettiosexåriga Maria Ersdotter och den tjugofyraåriga korpralen Albrekt Dullfjär, inför Brunflo tingslag anklagade för att ha haft samlag med varandra och fått ett barn tillsammans, vilket var ett brott som var belagt med dödsstraff. 
Den 16 november 1720 hade Maria, änka efter furiren Nils Dullfjär, fött ett barn två år efter makens död. Barnet hade varit svagt och man trodde att det var nödvändigt med ett nöddop. Prästen hade kallats till gården dagen efter av Maris mor, som i vagnen på väg dit hade talat om för honom att fadern till barnet var Marias före detta styvson, korpral Albrekt Dullfjär. Då prästen kom fram frågade han Maria vem som var far. Hon ville inte svara, men till slut fick han henne att bekänna; han tvingade henne att upprepa bekännelsen inför först hennes släktingar och sedan inför tre ytterligare vittnen, innan barnet döptes till Lars. 

## Rättegång
Maria och Albrekt Dullfjär ställdes då inför rätta anklagade för incest; enligt kyrkans lag och religionens uppfattning, ansågs det vara lika mycket incest för en styvmor att ha sex med sin styvson, som om de biologiskt vore mor och barn, och detta var något som i bibeln belagdes med dödsstraff.
Gårdens pigor vittnade om att Albrekt, under sina permissioner från sin militärtjänst, gärna bodde på sin fars före detta frus gård, att de verkade vara förälskade i varandra och till och med hade sovit i samma säng, men att de inte hade haft sex, och Albrekt själv sade att han visst sovit i samma säng som Maria, men inte mer. Häradshövdingen avbröt förhandligarna för att Albrekt skulle "bearbetas", vilket sköttes av två präster. Efter detta lästes anklagelsen upp för honom igen och han bekräftade att allt var sant.
Rätten dömde därefter dem båda till döden för incest enligt 20 kapitlet 11 versen i Tredje Moseboken i Bibeln. Hovrätten fastställde domen, och den 19 juli 1721 blev Maria och Albrekt halshuggna.

## Kontext
Att personer avrättades för incest trots att de inte var släkt med varandra förekom på grund av religionens definition av släktskap, där ingifta släktingar räknades som biologiska släktingar. Ett liknande fall hände i Västmanland, där Brita Johansdotter och hennes fyra år yngre styvson, Mats Johansson (även han gift), förälskade sig, rymde hemifrån 1739 och levde i vildmarken som efterlysta en tid innan de arresterades, ställdes inför rätta i Västerås 1740 och efter tre rättegångar tvingades erkänna; den 30 oktober 1741 blev Brita halshuggen och bränd på bål och Mats halshöggs, styckades och sattes upp på fem stegel. Det gällde alla former av ingift släktskap; 1704 avrättades Oluf Svensson och hans halvmorbrors fru Anna Olufsdotter i Västersbotten för samlag, 1721 hängdes Erik Ohlsson och hans frus syster Karin Andersdotter i Dalarna för att ha haft sex, 1724 avrättades Dordi Rasmusdotter och hennes syster man Oluf Jönsson i Bohuslän efter att ha fått barn, och så sent år 1797 halshöggs och brändes Caisa Larsdotter på Öland efter att ha haft sex med sin styvfar Olof Nilsson.   